# Australobolbus clypealis
Australobolbus clypealis är en skalbaggsart som beskrevs av Blackburn 1904. Australobolbus clypealis ingår i släktet Australobolbus och familjen Bolboceratidae. Inga underarter finns listade.